# Dichen Lachman
Dichen Lachman (/ˈdiːtʃən ˈlækmən/ sinh ngày 22/2/1982) là nữ diễn viên và nhà sản xuất phim người Úc. Cô được biết tới qua những vai như Katya Kinski trong sê-ri phim truyền hình Neighbours (2005–2007) hay Sierra trong loạt phim Dollhouse (2009–2010).
Lachman cũng thủ vai Suren trong loạt phim hài siêu nhiên Being Human (2012), Tani Tumrenjack trong loạt phim hành động Last Resort (2012–2013), Jiaying trong phim siêu anh hùng Agents of S.H.I.E.L.D. (2014–2020), Reileen Kawahara trong Altered Carbon (2018–2020) và Frankie trong Animal Kingdom (2018 – nay).

## Thời thơ ấu
Lachman sinh ra ở thủ đô Kathmandu, Nepal. Gia đình cô chuyển tới Adelaide, Úc vào khoảng đầu những năm 1990. Mẹ cô là người Tây Tạng, còn cha cô là người Úc gốc Đức.
Cô từng theo học Đại học Adelaide. Năm 2007, sau khi quay xong phim Neighbours, cô chuyển tới sống tại Los Angeles, Mỹ.

## Sự nghiệp
Năm 2005, cô tham gia sê-ri phim Neighbours với vai Katya Kinski. Ban đầu cô vốn ứng tuyển cho vai Elle Robinson, nhưng nhà sản xuất sau đó đã sáng tạo riêng nhân Katya cho cô.

## Đời tư
Lachman đã kết hôn với nam diễn viên Maximilian Osinski vào tháng 1/2015, họ sinh được một con gái vào tháng 5 cùng năm.

## Danh sách phim

### Điện ảnh
| Năm  | Tên                           | Vai                                | Ct            |
| ---- | ----------------------------- | ---------------------------------- | ------------- |
| 2005 | Eastworld                     | Thug #4                            | Phim ngắn     |
| 2006 | Safety in Numbers             | News Reporter                      |               |
| 2006 | Aquamarine                    | Beth-Ann                           |               |
| 2009 | Bled                          | Aaren                              |               |
| 2010 | Sunday Punch                  | Jill                               | Phim ngắn     |
| 2014 | Lust for Love                 | Cali                               | Đồng sản xuất |
| 2015 | Too Late                      | Jilly Bean                         |               |
| 2020 | Bad Therapy                   | Stern                              |               |
| 2021 | Raya và rồng thần cuối cùng   | Tướng quân Atitaya / Spine Warrior | Lồng tiếng    |
| 2022 | Thế giới khủng long: Lãnh địa | Soyona Santos                      |               |
| 2024 | Hành tinh khỉ: Vương quốc mới |                                    |               |